# Дубновская волость

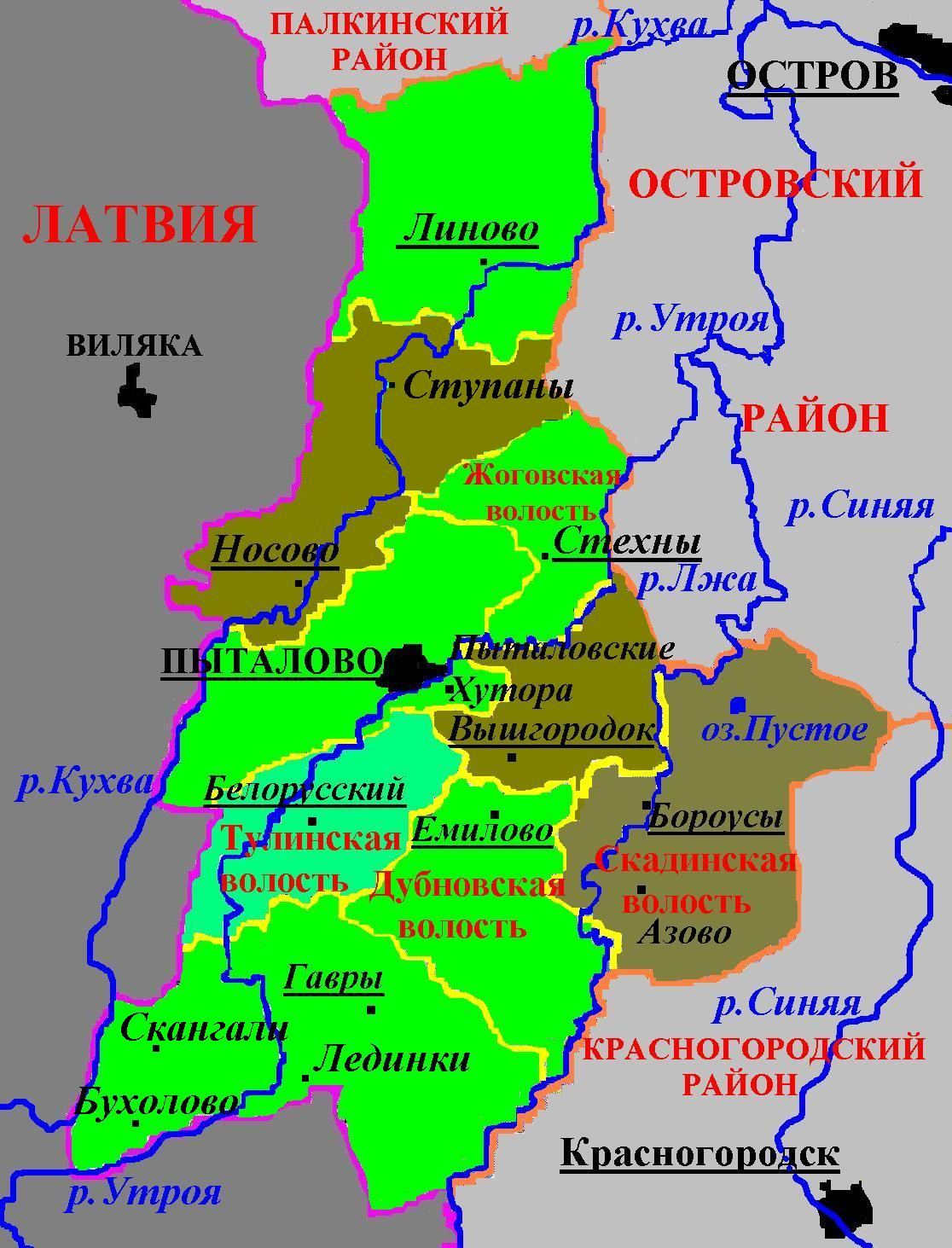
Административное деление Пыталовского района в 2005—2010 гг.

Дубновская волость — бывшие административно-территориальная единица 3-го уровня (1995—2010 гг.) и муниципальное образование со статусом сельского поселения (2005—2010 гг.) в Пыталовском районе Псковской области России.
Административный центр — деревня Емилово.

## География
Территория волости граничила на севере с Тулинской и Вышгородской волостями, на востоке — со Скадинской, на юго-западе — с Гавровской волостями Пыталовского района, на юго-востоке — с Красногородским районом Псковской области.

## Население
Численность населения Дубновской волости по переписи населения 2002 года составила 685 жителей.

## Населённые пункты
В состав Дубновской волости входило 56 деревень: Белкино, Бочары, Бренцы, Бухолово, Веприково, Вилютино, Ворзы, Горки, Дупори, Екименки, Емилово, Еремешки, Ерёсино, Ехново, Жавры, Заболотье, Заводские, Зашенки, Захаренки, Зейбы, Зили, Карелы, Карецкие, Клошево, Клюкино, Котоново, Крестели, Кузнецы, Куприно, Лавино, Лаптино, Лотоши, Лыково, Лятино, Мокони, Муковши, Овчинники, Оники, Патреши, Петрушонки, Плешаново, Пуданы, Пупково, Рондуки, Рудовши, Рушляки, Сальнево, Симанские, Скрядели, Стержнево, Сусоенки, Тарасенята, Темери, Чиши, Яшково, Яшутино

## История
Постановлением Псковского областного Собрания депутатов от 26 января 1995 года все сельсоветы в Псковской области были переименованы в волости, в том числе Дубновский сельсовет был превращён в Дубновскую волость.
Законом Псковской области от 28 февраля 2005 года в границах Дубновской волости было также образовано муниципальные образования Дубновская волость со статусом сельского поселения с 1 января 2006 года в составе муниципального образования Пыталовский район со статусом муниципального района.
На референдуме 11 октября 2009 года было поддержано объединение Дубновской волости с соседней Гавровской волостью (д. Гавры). Законом Псковской области от 3 июня 2010 года факт объединения двух волостей был зафиксирован официально: с 1 июля 2010 года все населённые пункты Дубновской волости были включены в состав Гавровской волости.